# Îlot Motu-o-ari
Îlot Motu-o-ari – wyspa, znajdująca się w południowo-wschodniej części Polinezji Francuskiej, 1600 km na północny wschód od Papeete – stolicy kraju.
Klimat jest tropikalny. Średnia temperatura to 21°C. Najcieplejszym miesiącem jest luty, mający średnią temperaturę 24°C, a najzimniejszym sierpień, mający średnią temperaturę 18°C.